# ЗМЗ-406
ЗМЗ-406 — лінійка 16-клапанних бензинових двигунів виробництва «Заволзький моторний завод», що встановлювались на автомобілі Горьковського автомобільного заводу «Газель», «Соболь», «Волга» (3102, 3110, 31105), а також на автомобілі УАЗ (модель ЗМЗ-409). Перші прототипи двигуна з'явились у 1993 р., у 1996 р. почав виготовлятись серійно. Виробництво припинено 2008 р.
Двигун проектувався як інжекторний, але на автомобілях «Газель» та «Соболь» він був обладнаний карбюратором, у той час як на автомобілях «Волга» двигуни були інжекторними. Пізніше на автомобілі «Газель» та «Соболь» почали встановлювати інжекторні двигуни ЗМЗ-405, які мають більший об"єм (діаметр циліндра), але все решта є ідентичним до ЗМЗ-406. Для автомобілів УАЗ було розроблено іншу модель — ЗМЗ-409, який має ще більший об"єм.
Існують наступні модифікації двигуна ЗМЗ-406: 4062.10 (інжекторний), 4061.10 (карбюраторний), 4063.10 (карбюраторний). Двигун ЗМЗ-406 — перший російський двигун Заволзького моторного заводу, який був спроектований з застосуванням більш сучасних технологій. Зокрема, двигун має по 4 клапана на циліндр, використано гідрокомпенсатори клапанів, електронна система управління впорскуванням палива та запалюванням. Механізм газорозподілу включає два розподільних вала та здійснюється двома ланцюгами.
Характеристики:
діаметр поршня — 92,0
хід поршня — 86,0
об"єм — 2,28
ступінь стиску — 9,3
матеріал блоку циліндрів — чавун
матеріал головки блоку циліндрів — алюміній
вид палива — бензин
блок управління — Мікас
потужність — 106,6 кВт (145 к.с.) при 5200 об/хв
крутний момент — 200,9 Нм при 4500 об/хв
маса — 192 кг
зчеплення — діафрагмове

Переваги та недоліки двигуна.
До переваг можна віднести те, що двигун порівняно дешевий в ремонті, великий асортимент та доступність запчастин, хоча якість цих запчастин дуже низька.
Недоліки — велика витрата пального, неякісна збірка двигуна, шумність роботи, ненадійність та недовговічність усіх агрегатів та вузлів, після певного пробігу починає підтікати масло з-під прокладок та сальників, резинові шланги та патрубки пропускають технічні рідини, швидко виходять з ладу водяна помпа та натяжний ролик, електроніка надзвичайно ненадійна та невідрегульована, в результаті чого двигун не розвиває нормальної потужності, наявність недоліків системи охолодження двигуна, в результаті чого автомобілі часто перегріваються (особливо «Газель»). Крім того, привід ГРМ дуже складний, включає в себе багато елементів (ланцюг, натяжні зірочки на підшипниках, гідронатяжники), котрі часто виходять з ладу, ламаються, ланцюг рветься і робить пробоїни в передній кришці двигуна. Двигун ще з заводу споживає велику кількість масла. Взагалі сама конструкція двигуна є невдалою, безліч конструктивних недоліків та безглуздих рішень.
Багато користувачів автомобілів з даним двигуном переходять на газ (пропан абоо метан).